# Ото Ернст Гелдер фон Лимбург-Щирум
Ото Ернст Гелдер фон Лимбург-Щирум (на немски: Otto Ernst Gelder von Limburg Stirum; * 7 януари 1685 в Боркуло, Гелдерланд; † 12 юни 1769 в Хогевен, Дренте, Нидерландия) е граф на Лимбург-Щирум, господар на Боркуло.

## Произход
Той е най-големият син на граф Фридрих Вилхелм фон Лимбург-Щирум (1649 – 1722) и съпругата му Луция фон Айлва тот Каминга (1660 – 1722).

## Фамилия
Той се жени на 1 ноември 1722 г. в Делфт за Анна Луция ван Клинкенберг ван Ехтен (* 14 декември 1698; † 28 януари 1772). Те имат децата:
- Фредерик Вилем (* 17 август 1723; † 28 август 1747), женен на 24 април 1746 г. за Теодора Аврелия фон Коехоорн (* 19 февруари 1721; † 12 юни 1782)
- Алберт Доминикус (* 2 март 1725; † 1 април 1776), женен на 17 октомври 1749 г. за Елизабет Грациана Сайер (* 4 ноември 1726; † 15 май 1788)
- Леополд (* 11 януари 1727; † 1748)
- Вилхелм Хайнрих (* март 1734; † март 1734)
- Анна Вилхелмина (* 9 май 1738; † 22 ноември 1805), омъжена на 18 септември 1772 г. за Ян Лоуис Трип господар фон Зудтланд († 7 юли 1822)